# Бент-Уве Педерсен
Бент-Уве Педерсен (норв. Bent-Ove Pedersen; нар. 11 липня 1967) — колишній норвезький тенісист.
Найвищу одиночну позицію світового рейтингу — 366 місце досяг 13 вересня 1993, парну — 78 місце — 30 серпня 1993 року.
Здобув 1 парний титул.
Найвищим досягненням на турнірах Великого шолома був чвертьфінал в парному розряді.

## Фінали за кар'єру

### Парний розряд (1–1)
| Результат | W/L | Дата     | Турнір                   | Покриття  | Партнер      | Суперники                | Рахунок       |
| --------- | --- | -------- | ------------------------ | --------- | ------------ | ------------------------ | ------------- |
| Перемога  | 1–0 | Жов 1992 | Больцано, Італія         | Килим (i) | Андерс Яррід | Том Нейссен Цирил Сук    | 6–1, 6–7, 6–3 |
| Поразка   | 1–1 | Січ 1993 | Куала-Лумпур-1, Малайзія | Тверде    | Генрік Гольм | Якко Елтінг Паул Гаргейс | 5–7, 3–6      |